# Хајна (Јужна Тирингија)
Хајна (њем. Haina) град је у њемачкој савезној држави Тирингија. Једно је од 43 општинска средишта округа Хилдбургхаузен. Према процјени из 2010. у граду је живјело 1.024 становника. Посједује регионалну шифру (AGS) 16069018.

## Географски и демографски подаци
Хајна се налази у савезној држави Тирингија у округу Хилдбургхаузен. Град се налази на надморској висини од 315 метара. Површина општине износи 19,7 km². У самом граду је, према процјени из 2010. године, живјело 1.024 становника. Просјечна густина становништва износи 52 становника/km².